# Veľký Radzim
Veľký Radzim (990,5 m n. m. ) je nejvyšší vrchol v Revúcké vrchovině  na Slovensku.

## Polohopis
Vrch leží v nejsevernější části vrchoviny, v geomorfologickém podcelku Dobšinské predhorie.  Nachází se ve východní části výrazného masivu, který vystupuje jižně nad údolím Slané, v severní části Rožňavského okresu. Severní část masivu patří do katastru obce Vyšná Slaná, jižní svahy zasahují na území obce Brdárka. 

## Popis
Vrchol je součástí horského masivu, který se vypíná jižně od údolí Slané. Plošně nevelký, ale výrazný masiv má v západní části nepatrně nižší vrchol, nazvaný Malý Radzim. Severní část odvodňují potoky, směřující přímo do Slané, na jižních svazích pramení Brdárka, napájející Hankovský potok a následně Štítnik.  Vrcholová část je stejně jako převážná většina vrchu zalesněná, proto výhled je velmi omezený na menší lokality.

## Geologie
Masiv vrchu tvoří hlavně šedé gutensteinské, v menší míře světlé steinalmské vápence tektonické jednotky silicika. Samotný vrch tvoří příkrovovou trosku. Z jižní strany vystupují při úpatí metabazalty meliatika.  

## Výhledy
Díky nadmořské výšce a okolnímu terénu nabízejí odlesnené části omezené, ale daleké výhledy. Z vhodných lokalit je mimo okolních vrcholů dobře pozorovatelných několik přeshraničních maďarských vrcholů, dominují však zejména okolní vrcholy Stolických a Volovských vrchů. Při vhodných podmínkách je pozorovatelná Kráľova hoľa i Vysoké Tatry. 

## Přístup
Přes sedlo Hora vede na Vdovčíkovo kreslo  žlutě značená turistická trasa z Brdárky i Vlachova. Přímo naa vrchol nevede žádná značená trasa a výstup je tak možný neznačenými stezkami i z Vyšné Slané. 